# Onniscienza
Onniscienza è un'espressione usata in alcune religioni, in particolare quelle monoteistiche, per indicare un attributo di Dio. Si tratta della facoltà di essere a conoscenza di tutto ciò che è accaduto in passato, che sta accadendo nel momento presente e che accadrà nel futuro.

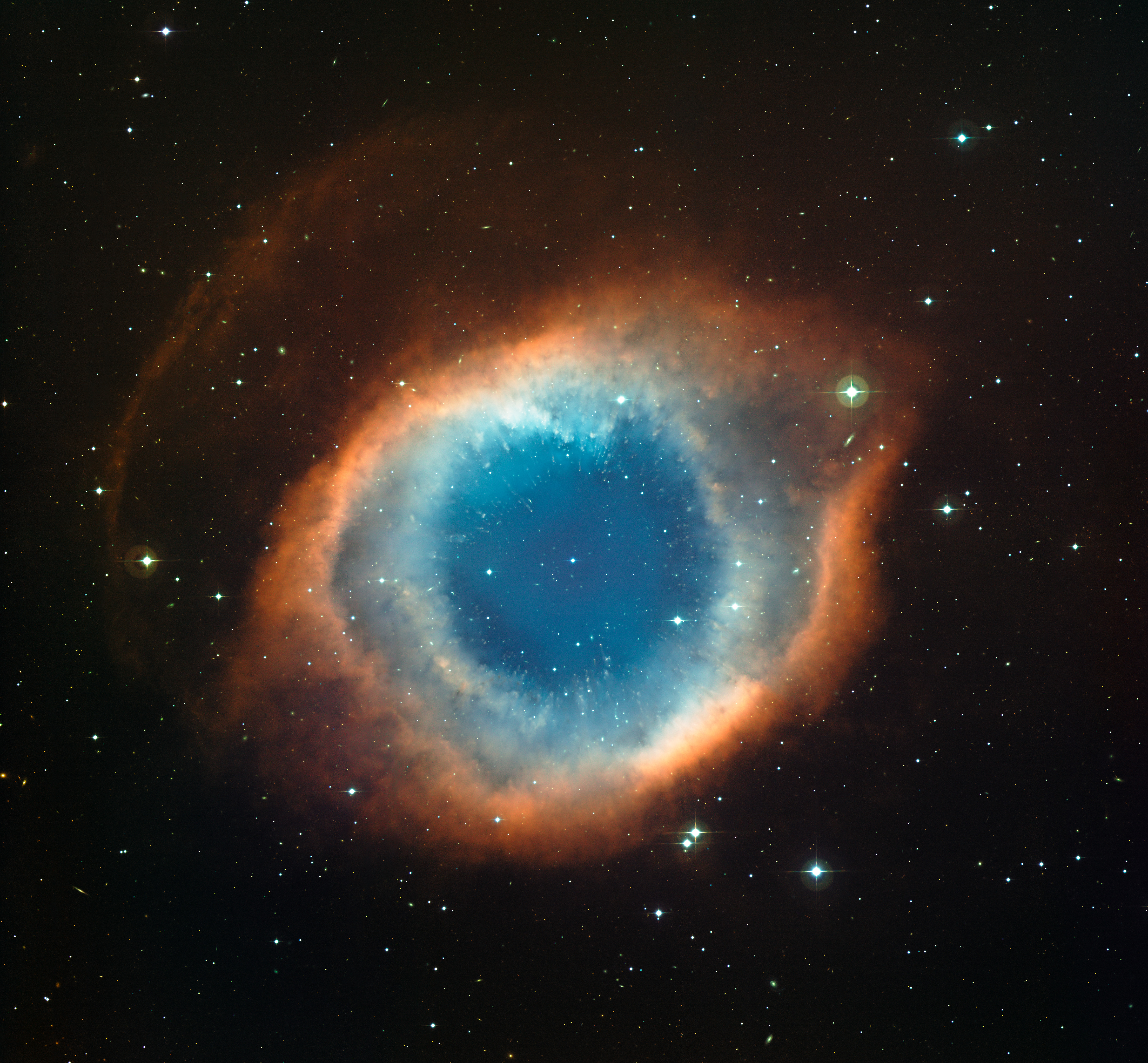
L'«occhio di Dio» che tutto vede (denominazione della nebulosa Elica osservata dal telescopio spaziale Hubble)

## Descrizione
Il termine deriva dal latino omnia, aggiunto a sciens, ed è generalmente utilizzato per indicare una prerogativa strettamente divina, in quanto le religioni ebraica, cristiana e musulmana ritengono che solo Dio possa essere a conoscenza di tutto ciò che esiste e avviene nel Creato.
L'onniscienza è usata anche come strumento nella narrativa: chi narra un romanzo o un racconto infatti, il cosiddetto «narratore onnisciente», analizza ed espone i fatti in maniera generalmente oggettiva.
Un narratore viene definito onnisciente quando ha "focalizzazione zero".

## Definizioni
Esiste una distinzione tra:
- onniscienza inerente - l'abilità di conoscere qualunque cosa uno scelga di conoscere e che possa essere conosciuta.
- onniscienza totale - sapere veramente tutto ciò che può essere conosciuto. Alcuni teologi cristiani moderni sostengono che l'onniscienza di Dio è inerente anziché totale e che Dio sceglie di limitare la Sua onniscienza, al fine di preservare il libero arbitrio e la dignità delle Sue creature.[1] Giovanni Calvino, tra gli altri teologi del XVI secolo, associandosi alla definizione di Dio come essere onnisciente nel senso totale, abbracciò la dottrina della predestinazione.

## Controversie
Onnipotenza (potere illimitato) è talvolta intesa implicare anche la capacità di conoscere tutto ciò che sarà.
Il nonteismo spesso sostiene che il concetto stesso di onniscienza è intrinsecamente contraddittorio.
Se l'onniscienza, in particolare per quanto riguarda le scelte che un essere umano farà, sia compatibile con il libero arbitrio, è stato dibattuto da teisti e filosofi. L'argomento che la prescienza divina non sia compatibile con il libero arbitrio è conosciuto come fatalismo teologico. In generale, se gli esseri umani sono veramente liberi di scegliere tra diverse alternative, è molto difficile capire come Dio possa sapere quale sarà tale scelta.

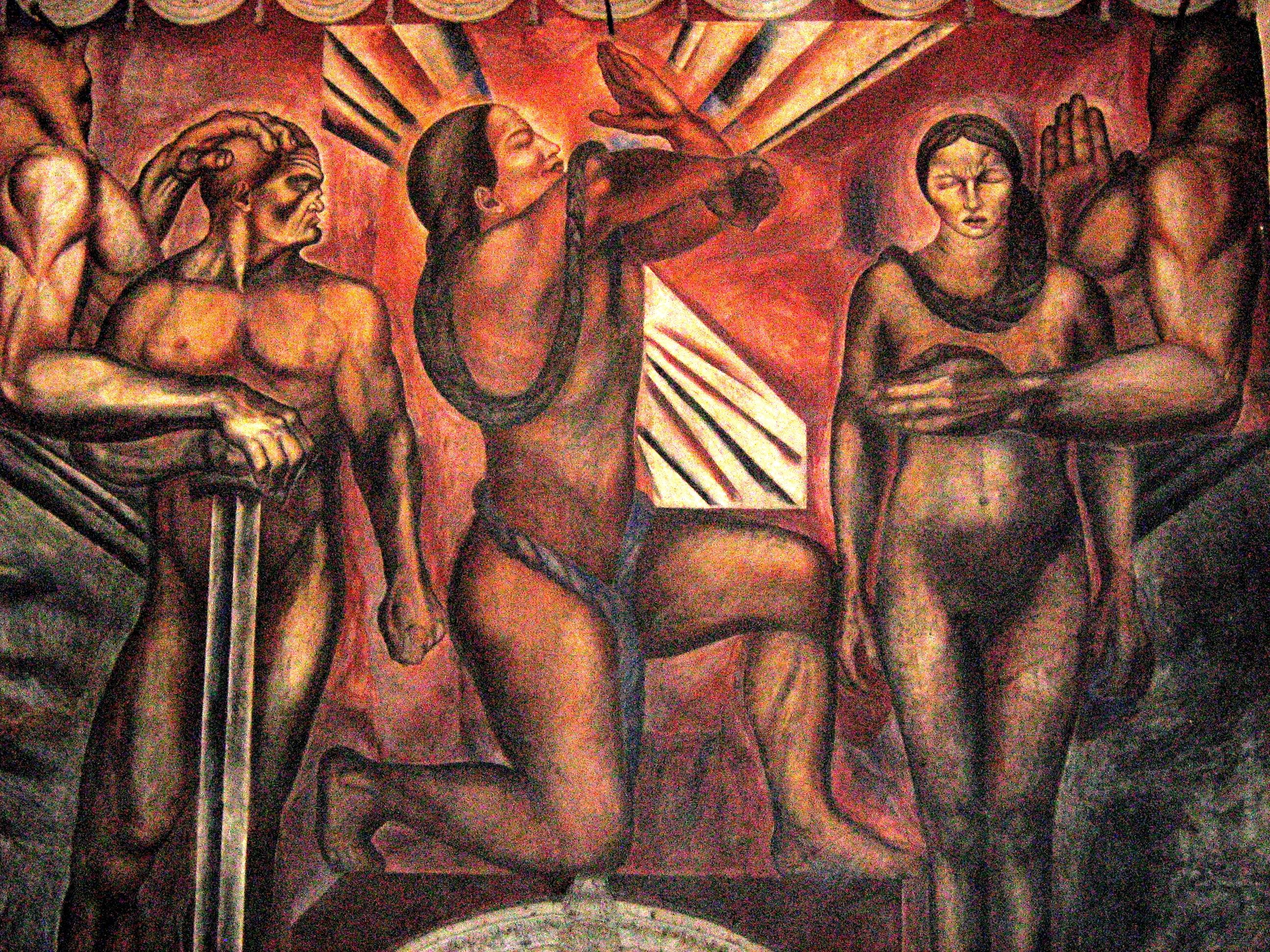
Omniciencia, murale di José Clemente Orozco

### Onniscienza contro libero arbitrio
Sorge una domanda: un'entità onnisciente conosce tutto anche in merito alle sue proprie decisioni nel futuro - proibisce quindi a quell'entità il libero arbitrio?

#### Onniscienza anterograda
L'onniscienza anterograda è quel tipo di onniscienza che incorpora in Dio la completa conoscenza del futuro.
Un'obiezione comune al libero arbitrio è il fatto che Dio conosce il futuro e ciò che è già noto non è considerato parte del libero arbitrio, ma è considerato predestinazione.
Se al futuro fosse data la definizione della fisica, si potrebbe definirlo così: il passato è qualcosa che è noto, il futuro è qualcosa che non si conosce, ma potrebbe avere una serie infinita di possibili linee temporali ramificate, e il presente è l'eliminatore delle possibilità. Dio conoscendo il futuro non lo determina, poiché la sua conoscenza non è un processo deterministico proveniente dal passato, ma piuttosto una conoscenza che esiste nel presente e futuro attualizzata dalla libera azione umana. Il futuro esiste come una rete di possibilità il cui esito è noto all'Ente Onnisciente ma non predittivamente dal passato,  piuttosto postdittivamente da presente e futuro. L'errore che spesso si fa qui è quello di confondere la comprensione umana delle Sue azioni e dei fenomeni fisici con la conoscenza posseduta dall'Essere Divino. Le due cose non sono uguali, e una volta che si è capito questo, tutti i presunti paradossi vengono risolti.
Un'altra possibile risposta è quella di affermare che Dio conosce il futuro, ma non lo influenza. Si può ipotizzare che Dio conosca tutti i possibili eventi futuri, il che significa che vedrebbe un numero infinito di linee temporali disposte su un piano e queste linee di tempo rimarrebbero in esistenza anche se non scelte. Un tale Dio conoscerebbe ogni modo possibile di come qualcosa possa essere. Conoscerebbe tutte le probabilità matematiche per esempio di ottenere un evento A e saprebbe anche se un libero agente (come un essere umano) potrebbe causare ad A di accadere. In virtù del suo autocontrollo, Dio permette agli esseri umani di modellare e adattare la loro vita secondo le loro decisioni. In questo modo tutti i paradossi apparenti sono risolti, poiché si può avere un mondo con un Dio Onnipotente, Onnisciente e Libero, mentre simultaneamente si attualizza la possibilità di libero arbitrio nell'Ordine del Creato, come si attua negli esseri umani.
La spiegazione precedente in realtà contraddice l'onniscienza. Gli eventi previsti devono accadere per la natura stessa di Dio che è onnisciente. Se la Sua conoscenza non è deterministica, sarebbe possibile per gli esseri umani di comportarsi in un modo che Dio non avrebbe previsto, ma così facendo si andrebbe fuori del reame della Sua conoscenza che è presupposta essere infinita. E se uno vuole fare appello alla natura misteriosa di Dio e dei Suoi modi di essere al di là della nostra comprensione, allora si pone la questione del perché si debba dire una qualunque cosa su di Lui che è inconoscibile.

## Usi non teologici
La Teoria dei giochi studia l'onniscienza: nel contesto di un gioco, i giocatori possono essere onniscienti.
Il campo letterario dell'analisi e della critica può presentare l'onniscienza dal punto di vista del narratore. Un narratore onnisciente, quasi sempre un narratore in terza persona, è in grado di rivelare intuizioni in personaggi e ambientazioni che non sarebbero altrimenti chiari dagli eventi della storia e di cui che nessun singolo personaggio potrebbe esserne a conoscenza. Il narratore è quindi onnisciente, conosce alla perfezione situazioni del presente, passato e futuro, conosce la psicologia dei personaggi, ciò che pensano, come agiscono, perché agiscono (Manzoni ne è un esempio).
Un insieme di tecniche di sorveglianza che contribuiscano a molte conoscenze disparate circa i movimenti, le azioni, le conversazioni, l'aspetto, ecc. di un individuo (o organizzazione) è talvolta chiamata "tecnologia onnisciente".
La parola in (EN)  "omniscient" (onnisciente) caratterizza un personaggio fittizio nell'album musicale di Devin Townsend intitolato "Ziltoid the Omniscient".

## Rappresentazioni teologiche

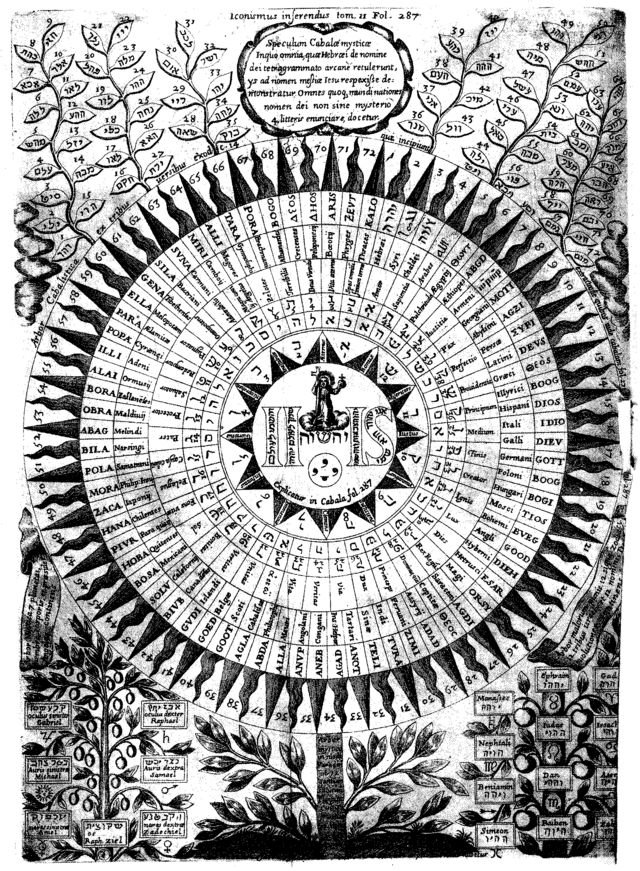
Diagramma dei Nomi di Dio (XVII secolo)

I concetti di onniscienza possono essere definiti come segue (usando la notazione della Logica modale):
x è onnisciente =def  {\displaystyle \forall p(p\Rightarrow Kxp)}
In parole, per onniscienza totale:
x è onnisciente =def Per tutte le proposizioni p: se p (è vero), allora x sa che p (è vero)
Per l'onniscienza inerente si interpreta Kxp in questo e il seguente come x può sapere che p è vero, così per l'onniscienza inerente questa proposizione si scrive:
x è onnisciente =def Per tutte le proposizioni p: se p (è vero), allora x può sapere che p (è vero)
Ma un'analisi logica critica dimostra che questa definizione è troppo ingenua per essere corretta e quindi deve essere qualificata come segue:
x è onnisciente =def {\displaystyle \forall p((p\land \Diamond Kp)\Rightarrow Kxp)}
In parole:
x è onnisciente =def Per tutte le proposizioni p: se p (è vero) e p è (logicamente) conoscibile, allora x conosce [/può conoscere] che p (è vero)
La successiva definizione è necessaria perché ci sono proposizioni logicamente vere ma logicamente inconoscibili come "Nessuno sa che questa frase è vera":
N = "Nessuno sa che N è vero"
Se N è vero, allora nessuno sa che N è vero; e se N è falso, allora non è il caso che nessuno sa che N è vero, che significa che qualcuno sa che N è vero. E se qualcuno sa che N è vero, allora N è vero; quindi, N è vero in ogni caso. Ma se N è vero in ogni caso, allora è logicamente vero e nessuno lo sa. Inoltre, l'N logicamente vero non solo non è conosciuto di essere vero ma anche impossibilmente noto di essere vero, poiché ciò che è logicamente vero è impossibilmente falso. La frase N è un logico contro-esempio della definizione non qualificata di "onniscienza", ma non mette in discussione quella qualificata.
Ci sono altri esempi logici che sembrano minare anche questa definizione ristretta, come il seguente (chiamato "Il Bugiardo Divino Rafforzato"):
B = "Dio non crede che B sia vero"
Se B è vero, allora Dio (o qualsiasi altra persona) non crede che B sia vero e quindi non sa che B è vero. Di conseguenza se B è vero, allora c'è una verità (cioè "B è vero") che Dio non conosce. E se B non è vero (= falso), allora Dio falsamente crede che  B sia vero. Ma credere la falsità che B sia vero è credere la verità che  B
non è vero. Quindi, se B non è vero, allora c'è una verità (cioè "B non è vero") che Dio non sa.
In questo modo ed in ogni caso c'è una verità che Dio non conosce e non può conoscere, perché la conoscenza implica una vera credenza.
Mentre la frase N è un'inconoscibilità relativa al non-conoscitore, B è un'inconoscibilità relativa al conoscitore, il che significa che il nostro concetto di onniscienza evidentemente ha bisogno di essere ridefinito ancora una volta:
x è onnisciente =def {\displaystyle \forall p((p\land \Diamond Kxp)\Rightarrow Kxp)}
In parole:
x è onnisciente =def Per tutte le proposizioni p: se p (è vero) e p è (logicamente) conoscibile a x, allora x conosce [/può conoscere] che p (è vero)

## Onniscienza nella teologia giudeo-cristiana

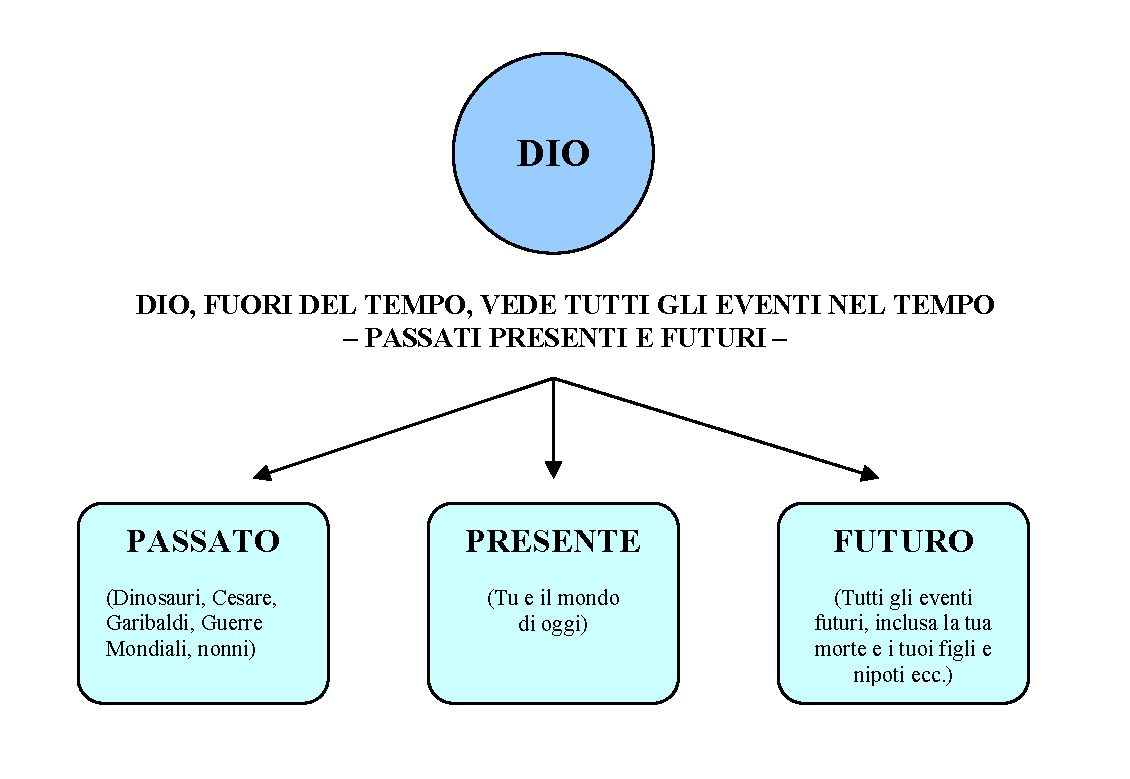
Rappresentazione semplice dell'Onniscienza divina

### Il Dio onnisciente unicamente semplice ed eterno
Nella tradizione giudeo-cristiana Dio conosce tutto, è onnipresente (presente ovunque, in tutta la creazione divina e al suo di fuori) e nulla può essere nascosto a Dio. Dio onnisciente unicamente semplice ed eterno vede il passato, presente e futuro simultaneamente. Questo Dio è come un osservatore su una strada di montagna che guarda giù a valle, vedendo il resto della strada e tutti i suoi punti in un'unica volta. Il tempo non passa per Dio, poiché tutto il tempo è per Lui presente. Ne consegue che qualsiasi evento che sia mai accaduto è presente simultaneamente davanti a Dio. L'età dei dinosauri, l'impero di Alessandro Magno, la Guerra civile americana, l'arrivo dei primi coloni in Australia, l'uomo sulla Luna, oggi e la fine del mondo sono tutti, indistintamente, presenti al Dio eterno.
I sostenitori del Dio eterno quindi affermano con forza la versione dell'onniscienza divina totale. Il Dio eterno, atemporale, conosce tutto - passato, presente e futuro. Per Dio naturalmente non c'è passato, né presente e né futuro, poiché tutti gli eventi temporali sono simultaneamente presenti a Dio. Tuttavia, Dio conosce a quale punto della "strada del tempo" si collochino le nostre vite. Un tale Dio conosce il nostro futuro assolutamente, in ogni particolare. Tale concetto è certamente attraente per le teologia judeo-cristiana, ma presenta un problema serio: se Dio conosce gli eventi che per noi sono futuri – anche se non futuri per Dio, perché per Lui sono eternamente presenti – come facciamo ad essere liberi? Se Dio sa da sempre che il giovane Tizio sposerà una donna chiamata Caia nel giorno del suo 27º compleanno, ha Tizio (o Caia) una qualche altra possibilità di scelta?
In altre parole, se Dio sa il nostro futuro, è il nostro futuro totalmente determinato e siamo quindi come burattini sotto il controllo di un grande burattinaio? Parti della tradizione cristiana lo hanno implicato. L'intera idea della predestinazione, che comporta l'affermazione che le nostre vite sono determinate da Dio, può essere considerata come opposta alla libertà umana. Tuttavia, si afferma anche che Dio abbia concesso agli esseri umani il dono delle libertà in modo che possano scegliere ciò che vogliono, e se girarsi verso Dio o rifiutarlo. L'amore richiede libertà, libertà di scelta, e se le nostre azioni sono completamente determinate e controllate da Dio, allora apparentemente non possiamo essere liberi.
Ci sono due alternative di esporre la conoscenza di Dio:
1. Se Dio conosce Y, allora necessariamente Y accadrà  (dove Y è un evento del mondo), oppure
2. Se Y accade, allora necessariamente Dio conosce Y.

I due casi sono significativamente differenti. Nel primo caso, è la conoscenza di Dio che fa accadere l'evento Y. Nel secondo caso, è l'accadere dell'evento Y che causa a Dio di conoscerlo. Il primo porta alla predestinazione, il secondo no. Nel primo caso, ciò che accade nel mondo accade perché Dio sa che accadrà e quindi gli esseri umani non possono essere liberi nel vero senso della parola.
Se il Dio totalmente semplice ed eterno conosce le nostre azioni future, che significato si può dare alla credenza che siamo liberi? Severino Boezio (480-524), che fu console dell'Antica Roma analizzò tale problema. Venne accusato falsamente e messo in carcere ed i suoi figli furono trattati similmente. Il suo libro, De consolatione philosophiae, fu scritto in prigione come un dialogo nel quale la Filosofia, personificata da "una donna di aspetto oltremodo venerabile nel volto, con gli occhi sfavillanti e acuti più della normale capacità umana; di colorito vivo e d'inesausto vigore, benché tanto avanti con gli anni da non credere che potesse appartenere alla nostra epoca", dimostra che l'afflizione patita da Boezio per la sventura che lo ha colpito non ha in realtà bisogno di alcuna consolazione, rientrando nell'ordine naturale delle cose, governate dalla Provvidenza divina. Nel libro Boezio cerca di farsi una ragione della sua sventura.
Boezio dice alla Filosofia che Dio conosce ogni cosa. Dio quindi conosce le azioni future degli esseri umani e ciò dovrebbe allora significare che uomini e donne non sono liberi. Tuttavia la Filosofia risponde che ciò è un errore: Dio sì conosce eternamente quello che faremo in futuro, ma la conoscenza di Dio non è causale. Dio vede eternamente le nostre azioni future, ma ciò che Dio vede è il risultato della nostra libertà - Dio non ci causa di agire in un qualche particolar modo (questa è l'opzione 2 supra).
Su questa base, quindi, Dio può eternamente sapere tutte le azioni umane, passate, presenti e future, senza eliminare la libertà umana. Le nostre libere azioni sono ciò che Dio vede, e che Dio le veda non ci causa di agire in un certo modo. Dio eternamente conosce che il giovane Tizio sposerà Caia, ma saranno Tizio e Caia a decidere di sposarsi, Dio non causerà loro di farlo.
L'unico problema è che questa attraente posizione non è possibile se Dio è totalmente semplice ed eterno, o almeno Tommaso d'Aquino sosteneva che non fosse possibile. Per Tommaso, Dio non è un essere con attributi, tutti gli attributi di Dio sono identici tra loro. La Sua saggezza, amore, giustizia, conoscenza, ecc. sono tutte identiche in Dio. Dio non dipende dall'universo in nessuna cosa. Dio quindi non sa cosa accade nell'universo perché queste cose accadono; piuttosto, le cose accadono nell'universo perché Dio le conosce. In altre parole, la conoscenza di Dio è causale. Sorprendentemente, a quanto pare l'opinione di Tommaso d'Aquino porta al determinismo, alla predestinazione di tutte le cose da parte di Dio. Nell'Islam quest'idea è fondamentale: tutto accade per volere di Allah. Alcuni cristiani (per esempio i calvinisti) affermano questa posizione e considerano che Dio predestina alcune persone ad andare in Paradiso, mentre altre ad andare all'inferno. Giovanni Calvino scrive:
"Quando attribuiamo preconoscenza a Dio, intendiamo che tutte le cose sono sempre state e rimangono perpetuamente davanti ai suoi occhi cosicché per la sua conoscenza nulla è futuro o passato ma tutte le cose sono presente... Egli le tiene e vede come se fossero veramente poste dinnanzi a Lui."
Calvino asserisce che Dio conosce l'esito di ogni azione umana dagli inizi dei tempi. Dicendo questo, si allinea con le maggiori tradizioni della Chiesa. Nella Città di Dio, Agostino d'Ippona scrive:
Se si ammette l'esistenza di Dio, pur negandone la prescienza del futuro, questa è  l'affermazione dello sciocco... Un essere che non ha prescienza di tutti gli eventi futuri, certamente non è Dio.
Tuttavia, il problema di questa tesi è che, se accettata, gli esseri umani non sono liberi. Per circa 1700 anni teologi e filosofi hanno lottato con questo problema e, sebbene siano state proposte varie soluzioni, nessuna delle proposte funziona veramente. Agostino sostiene che se tu hai un amico che conosci molto bene, puoi immaginarti che sia sul punto di peccare. La tua conoscenza però non gli causa di peccare. "In modo simile Dio non costringe nessuno a peccare sebbene egli veda in anticipo coloro che stanno per peccare di propria volontà."  La prescienza di Dio e la prescienza dell'amico sono però differenti qualitativamente. La prescienza umana può errare - ciò fa parte dell'essere umano. Ma la prescienza di Dio non può errare, dato che Egli è perfetto nella Sua onniscienza, a differenza della persona umana. Poiché le azioni peccaminose dell'amico sono volontarie, si potrebbe asserire che la "conoscenza" che pecchi sia niente di più che un'intuizione, mentre la conoscenza di Dio no.  Dio e la sua prescienza si collocano in un luogo trascendente dove Dio è l'Eterno presente (il nunc stans che in ogni istante vede tutto il passato, tutto il presente e tutto il futuro) : essendo Dio e la sua prescienza posti all'esterno del tempo, è possibile escludere che la sua onniscienza sia di tipo causale, lasciando intatta la libera onnipotenza creatrice di Dio. 
Un'altra alternativa viene proposta dal gesuita e filosofo Gerard Hughes, che accetta il fallimento della soluzione di Tommaso d'Aquino, confermando che porta al determinismo. Allora Hughes propone l'alternativa che le azioni umane causano a Dio di conoscere cosa accade. In tal caso la libertà è garantita. Sono le tue libere scelte che causano a Dio di sapere. Dio sì conosce il passato, presente e futuro, ma Dio conosce perché Dio eternamente vede tutto ciò che accade - Dio eternamente vede l'interezza del tempo ma sa cosa accade perché accade.
Le alternative di Tommaso e di Hughes possono venir poste come segue:
- Tommaso effettivamente dice: "Se Dio sa che X accade, allora X accade perché Dio lo sa."

Mentre
- Hughes effettivamente dice: "Qualsiasi cosa accada, Dio sa che accade perché accade."

Eccoci dunque ritornati all'alternativa nr. 2 riportata all'inizio di questa sezione.
Sembra una buona alternativa, ma si potrebbe controbattere, insieme a Tommaso d'Aquino, che tale seconda alternativa è inconsistente con la semplicità di Dio, dato che significa che Dio dipende dagli esseri umani per la Sua conoscenza. Dio non può più esser considerato un'unità se la Sua conoscenza non è identica agli altri Suoi attributi, cosa invece essenziale nel modello totalmente semplice adottato da Tommaso. Se la conoscenza di Dio dipende dagli esseri umani, allora la conoscenza di Dio non è fissata nell'eternità ma soggetta agli eventi del tempo. Se la conoscenza di Dio dipende dalle libere scelte degli esseri umani, la conoscenza di Dio dipende da Dio che vede eternamente cosa succede. Ciò significa che la conoscenza di Dio dipende da una decisione fatta nello spazio e nel tempo. La conoscenza di Dio è comunque immutabile poiché Dio vede l'interezza del tempo in un unico atto eterno di consapevolezza. Ciò salvaguardia la libertà ma a spese di compromettere questo modello di Dio in tal modo da renderlo incoerente.

### Il Dio eterno e l'onniscienza
Il secondo modello di Dio deve quindi essere esaminato. Se Dio è eterno e tuttavia interno al tempo, allora il tempo passa per Dio come passa per gli esseri umani. Dio conosce tutti gli eventi del passato e tutto ciò che succede nel presente. Dio inoltre conosce tutti i fattori che determineranno il futuro.
In base a questo, il futuro è futuro anche per Dio, ma il tempo non domina Dio nello stesso modo che domina le brevi vite degli umani. Tuttavia gli eventi che sono nel futuro per noi,lo sono anche per Dio. Se questo è il caso, allora noi siamo liberi e Dio vede le nostre azioni libere. Però Dio non può conoscere il futuro – il futuro è davvero aperto davanti a noi e a Dio. Siamo noi umani che dobbiamo decidere come agire e noi che dobbiamo decidere come vogliamo essere e/o diventare. Dio naturalmente sa tutto ciò che facciamo e tutto ciò che decidiamo, ma Egli rispetta la nostra libertà. Ma il problema maggiore è che Dio non conosce il futuro: certo, Dio conosce ogni individuo eccezionalmente bene e può predire cosa accadrà in futuro, ma non è la stessa cosa dell'onniscienza. Questa è comunque la soluzione proposta dal teologo Richard Swinburne, quando afferma che l'onniscienza di Dio significa che Dio sa tutto ciò che è logicamente possibile sapere – e continua dicendo che questo non include il futuro. È logicamente impossibile, data la libertà umana, che Dio conosca il futuro.
Questa visione si adatta bene all'idea del caos e della casualità al livello di particella fondamentale dell'Universo. Il futuro è aperto autenticamente ma nei limiti stabiliti dalla creazione divina ed è nell'ambito di questo Universo aperto che gli esseri umani si sono evoluti per diventare creature che possono scegliere se rispondere a Dio o no, che possono scegliere se svilupparsi in creature compassionevoli, amorevoli e benevoli, o rifiutare tale percorso. C'è da credere quindi, secondo quanto sopra, che Dio valorizzi ed apprezzi questa libertà umana perché solo nella libertà l'amore può divenire possibile.
I modelli che ipotizzano un Dio interno al tempo, comunque, stridono con la teoria della relatività generale. È infatti appurato che l'universo in cui viviamo è costituito dallo spaziotempo, cioè dalle tre dimensioni spaziali che persistono assieme al tempo in un universo a quattro dimensioni. È quindi errato considerare l'universo come un luogo dove spazio e tempo sono presenti ma separati. Tali speculazioni sarebbero basate su premesse errate, perché tralasciano che spazio e tempo non sono separabili, come lo sono due facce della stessa medaglia. Di conseguenza, nell'ipotesi di Dio interno al tempo, verrebbe a cadere anche l'attributo onnipotenza di Dio, perché se Dio non avesse creato il tempo non avrebbe creato nemmeno lo spazio, pertanto non sarebbe il creatore dell'universo.

## Onniscienza nell'India buddhista

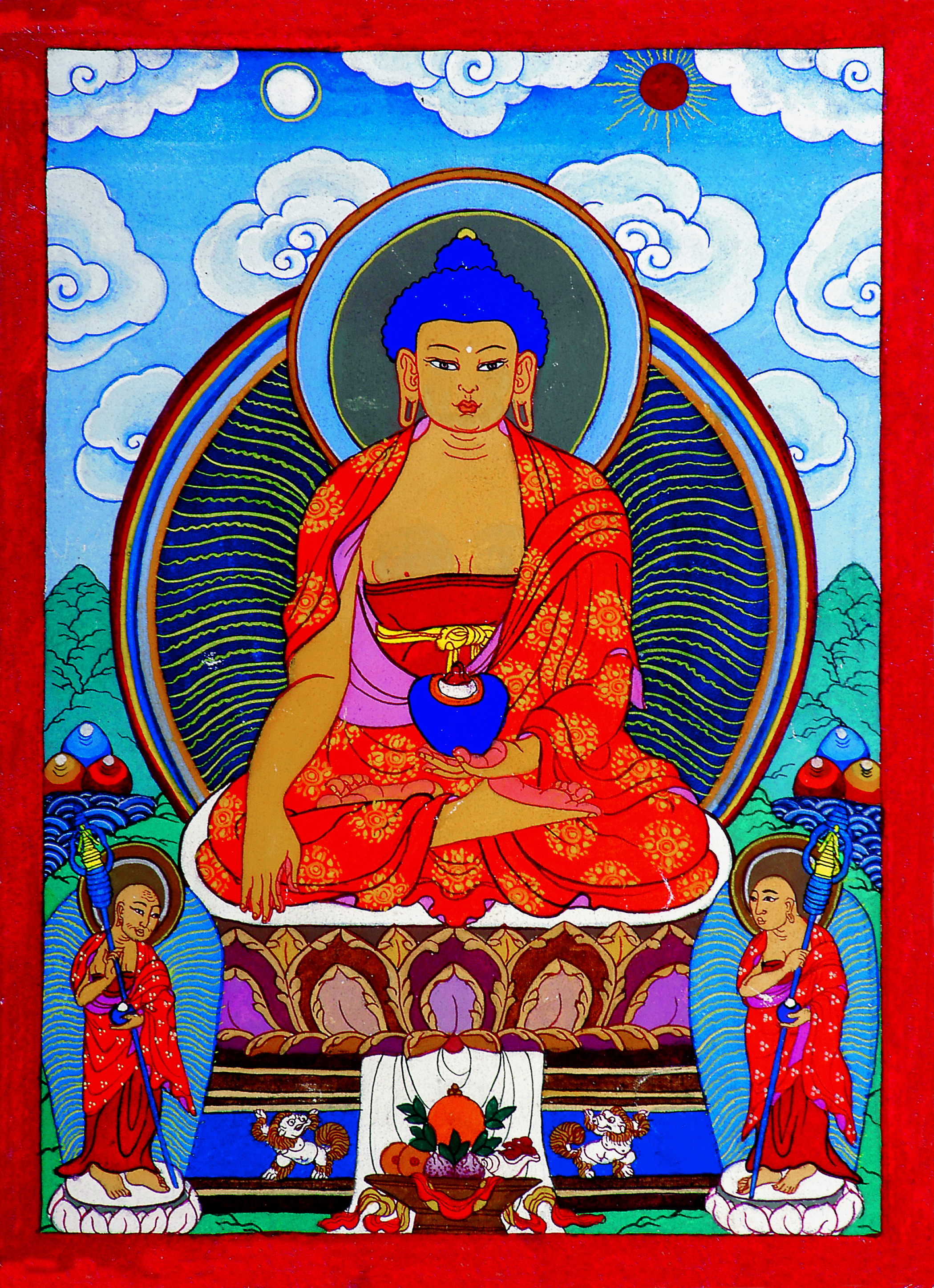
Buddha, di Otgonbayar Ershuu

Il tema dell'onniscienza è stato molto dibattuto in varie tradizioni indiane, ma specialmente dai buddhisti. Dopo le escursioni di Dharmakirti sul tema di ciò che costituisce una valida cognizione, Sàntaraksita e il suo studente Kamalasila studiarono a fondo la materia in Tattvasamgraha (VIII secolo) e il suo commentario, il Panjika. Gli argomenti del testo possono essere generalmente suddivisi in quattro sezioni:
- La confutazione che le cognizioni, sia percepite, dedotte, o altro, possano essere usate per negare l'onniscienza.
- Una dimostrazione della possibilità di onniscienza attraverso l'apprendimento della natura universale aperta a tutte le conoscenze, esaminando che cosa significa essere "ignorante" (colui che ignora) e la natura della mente e della consapevolezza.
- Una dimostrazione della onniscienza totale, dove sono a disposizione dell'essere onnisciente tutte le caratteristiche individuali (svalaksana).
- La dimostrazione specifica dell'onniscienza non esclusiva di Buddha Shakyamuni.[13]